# Erick Ochieng
Erick Ochieng (ur. 5 maja 1987 w Nairobi) – brytyjski bokser pochodzenia kenijskiego, były mistrz Anglii w kategorii lekkośredniej.

## Kariera
Jako zawodowiec zadebiutował 11 września 2009, pokonując w debiucie na punkty Matta Scrivena. W swoim siódmym pojedynku doznał pierwszej porażki, przegrywając minimalnie na punkty (38-39) z Lukiem Robinsonem.
28 stycznia 2012 zdobył mistrzostwo Anglii w kategorii lekkośredniej. Ochieng wygrał pojedynek, wygrywając przez poddanie w dziewiątej rundzie, po tym jak Nick Quigley nie wyszedł do dziesiątej rundy.
5 kwietnia 2014 uczestniczył w turnieju Prizefighter w kategorii półśredniej. W ćwierćfinale pokonał na punkty Paddy'ego Gallaghera, jednak ze względu na obrażenia jakich doznał podczas walki nie pozwoliły mu kontynuować turnieju, przez co Gallagher awansował do półfinału.